# Lasiorhinus latifrons
O vombate-de-nariz-peludo-do-sul (Lasiorhinus latifrons) é uma espécie de marsupial da família Vombatidae. Endêmica da Austrália.